# 링컨셔주

링컨셔 주

링컨셔주(Lincolnshire)는 영국 잉글랜드의 주로 주도는 링컨이며 면적은 6,959km2, 인구는 1,103,320명(2022년 기준), 인구 밀도는 158명/km2이다. 남동쪽으로는 노퍽주, 남쪽으로는 케임브리지셔주, 남서쪽으로는 러틀랜드주, 서쪽으로는 레스터셔주와 노팅엄셔주, 북서쪽으로는 사우스요크셔주, 북쪽으로는 이스트라이딩오브요크셔주와 접한다.  자연철학의 대가 아이작 뉴턴과 철의 여인 마거릿 대처총리가 이곳에서 태어났다.